# 金多姆 (伊利諾伊州)
金多姆（英語：Kingdom）是位於美國伊利諾伊州李縣的一個非建制地區。該地的面積和人口皆未知。

## 地理
金多姆的座標為41°53′37″N 89°23′37″W / 41.89361°N 89.39361°W，而該地的平均海拔高度為204米（即669英尺）。